# Liste der Landesgartenschauen in Sachsen-Anhalt
Dies ist eine Liste der Landesgartenschauen in Sachsen-Anhalt. Landesgartenschauen finden in Sachsen-Anhalt seit dem Jahr 2004 statt.
| Jahr | Bild           | Bezeichnung                                 | Ort(e) / Lage  | Motto                         | Weitere Informationen         |
| ---- | -------------- | ------------------------------------------- | -------------- | ----------------------------- | ----------------------------- |
| 2004 | weitere Bilder | Landesgartenschau Zeitz 2004                | Zeitz          |                               |                               |
| 2006 | weitere Bilder | Landesgartenschau Wernigerode 2006          | Wernigerode    | „Harzblicke erleben“          |                               |
| 2010 | weitere Bilder | Landesgartenschau Aschersleben 2010         | Aschersleben   | „Natur findet Stadt“          |                               |
| 2018 | weitere Bilder | Landesgartenschau Burg (bei Magdeburg) 2018 | Burg           | „…von Gärten umarmt“          |                               |
| 2024 | weitere Bilder | Landesgartenschau Bad Dürrenberg 2024       | Bad Dürrenberg | „Salzkristall & Blütenzauber“ | Ursprünglich für 2022 geplant |
| 2027 |                | Landesgartenschau Wittenberg 2027           | Wittenberg     | „Wie schön wird das denn!“    |                               |